# Takahiro Nishijima
 (octobre 2017).
Si vous disposez d'ouvrages ou d'articles de référence ou si vous connaissez des sites web de qualité traitant du thème abordé ici, merci de compléter l'article en donnant les références utiles à sa vérifiabilité et en les liant à la section « Notes et références ».
Pour les articles homonymes, voir Nishijima.
Takahiro Nishijima (西島隆弘, Nishijima Takahiro), né le 30 septembre 1986 à Sapporo au Japon, est un acteur japonais. 
Il est aussi un chanteur et un danseur du groupe AAA.

## Biographie
Il étudie au studio d'acteurs junior d'Hokkaidō.
En 2000, il enregistre un CD[Lequel ?]. Puis, en 2002, il fait partie d'un groupe de cinq membres appelé « japs ».
En août 2003, il passe l'audition d'Avex.
Il apparaît dans quelques clips d'Ami Suzuki tels que Delightful, Eventful ou Hopeful.

## Discographie

### Album
- 2015 : Hocus Pocus

### Singles
- 2014 : GIFT (2014.12.10)
- 2014 : Wagamama (ワガママ) (2014.11.26)
- 2014 : Doushiyouka ? (どぅしよぅか？) (2014.11.19)
- 2015 : Playing With Fire (2015.12.15)
- 2015 : Never Stop (2015.07.08)
- 2015 : DANCE DANCE DANCE (2015.06.20)
- 2016 : Mada Kimi wa Shiranai MY PRETTIEST GIRL (まだ君は知らない MY PRETTIEST GIRL) (2016.07.22)
- 2016 : Sugar (2016.03.18)

## Filmographie

### Dramas
- 2006 : Honey Coming (TBS)
- 2007 : Delicious Gakuin (TV Tokyo)
- 2008 : Mirai Seiki Shakespeare (KTV)
- 2009 : Ghost Friends (NHK)
- 2010 : Tumbling (TBS)
- 2010 : Gakeppuchi no Eri (TV Asahi)
- 2011 : Diplomat Kuroda Kousaku (Fuji TV)
- 2011 : Tare Yori mo Kimi wo Aisu (Fuji TV)
- 2013 : Tayo no Wana (NHK)
- 2016 : Itsuka kono Koi wo Omoidashite Kitto Naite Shimau (Fuji TV)

### Films
- 2008 : Love Exposure (愛のむきだし, Ai no mukidashi?) de Sion Sono
- 2010 : Sayonara, toujours près de moi (사요나라 이츠카, Sayonara itsuka) de Lee Jae-han
- 2010 : Soup Opera (Sûpu opera) de Tomoyuki Takimoto
- 2011 : Himizu (ヒミズ?) de Sion Sono
- 2012 : Signal (Shigunaru: Getsuyôbi no Ruka) de Masaaki Taniguchi

## Théâtre
- 2007 : Love Letters
- 2008 : Linda Linda Lover Soul
- 2008 : Kokoro no Kakera
- 2008 : Harold & Maude
- 2009 : Glory Days